# Глајд (Орегон)
Глајд (енгл. Glide) насељено је место без административног статуса у америчкој савезној држави Орегон.

## Демографија
По попису из 2010. године број становника је 1.795, што је 105 (6,2%) становника више него 2000. године.
| Група             | 2000.         | 2010.         |
| Белци             | 1.588 (94,0%) | 1.659 (92,4%) |
| Афроамериканци    | 0 (0,0%)      | 6 (0,3%)      |
| Азијати           | 8 (0,5%)      | 6 (0,3%)      |
| Хиспаноамериканци | 16 (0,9%)     | 56 (3,1%)     |
| Укупно            | 1.690         | 1.795         |